# Інформаційне обслуговування
Інформаційне обслуговування (англ. Information service) — діяльність щодо задоволення інформаційних потреб споживачів.
Ключовим моментом, який диференціює інформаційне обслуговування від більш загального поняття «інформаційна діяльність», є наявність зацікавленого у конкретній інформації споживача та посередника — інформаційного працівника, здатного цю інформацію надати.
До сфери інформаційного обслуговування відносяться не тільки працівники професійних інформаційних закладів (бібліотек, архівів, органів НТІ тощо), які традиційно здійснювали інформаційне обслуговування, але й співробітники будь-яких організацій, які займаються інформуванням внутрішнього та зовнішнього середовища в межах своїх професійних обов'язків. Таким чином, мережа спеціалізованих інформаційних установ та інформаційних працівників інших організацій в поєднанні з інформаційними ресурсами та технологіями створюють інформаційну індустрію суспільства, питома вага та роль якої постійно зростає з входженням людства до інформаційної епохи.
В умовах інформаційного суспільства будь-який суб'єкт соціально-економічної діяльності в тому чи іншому ступеню займається інформуванням населення, тому потрібно класифікувати сучасні організації та установи за ознакою ступеню здійснення ними інформаційного обслуговування. За основу такої класифікації взятий функціональний підхід, тобто віднесено їхнє інформаційне обслуговування до основної, включеної або основної діяльності.
До першої групи належать такі установи, як адміністрації різного рівня, аптеки, служби побуту тощо. Для них інформаційне обслуговування є допоміжною діяльністю, оскільки інформування споживачів допомагає здійснювати свою основну діяльність. Наприклад, вони надають клієнтам інформацію про режим своєї роботи, асортимент послуг (рекламна інформація), консультують з питань, які стосуються їхньої компетенції (консалтингова інформація). Таким чином, в цьому випадку інформаційне обслуговування спрямоване на інтенсифікацію основної діяльності.
До другої групи належать навчальні заклади, в яких інформаційне обслуговування є органічним компонентом основної діяльності (здійснення навчально-виховного процесу), отже воно виконує включену функцію.
До третьої групи належать бібліотеки, архіви, музеї, органи науково-технічної інформації, інформаційно-аналітичні служби, рекламні агенції тощо, які спеціально створені для інформаційної діяльності. В її межах функціонально та організаційно виділено інформаційне обслуговування. Таким чином, для них інформаційна функція є основною.

## Компоненти інформаційного обслуговування
До компонентів інформаційного обслуговування належать:
- споживачі інформації та їхні інформаційні потреби у вигляді інформаційних запитів;
- інформаційні працівники-посередники;
- сукупні інформаційні ресурси та технології;
- інформаційні продукти та послуги.

## Види інформаційного обслуговування
В процесі розвитку системи інформаційних комунікацій сформувалися 3 основних види інформаційного обслуговування:
1. документальне;
2. фактографічне;
3. концептографічне.

Кожному з цих видів відповідає своя інформаційна система, яка являє собою підсистему загальної інформаційної системи суспільства.
Документальне інформаційне обслуговування базується на документній системі. Центральне місце в ній відводиться бібліотекам, архівам та видавничим установам. Документальне обслуговування є найбільш древнім видом інформаційного обслуговування.
Сутність його полягає в тому, що інформаційні потреби споживача задовольняються шляхом надання йому документів, необхідні відомості з яких він вилучає самостійно.
Найбільш професійне, грамотне документальне обслуговування проходить в 2 етапи: спочатку споживачу надається певна сукупність релевантних його запиту вторинних документів (реферативні журнали, бібліографічні покажчики тощо). Інакше цей етап можна назвати бібліографічним обслуговуванням. Далі в цієї сукупності споживач вказує на потрібні йому пертинентні документи, які йому й надаються як первинні документи. Цей етап називається бібліотечним обслуговуванням.
Таким чином, потреба в інформації при документальному обслуговуванні задовольняється опосередковано, через первинні документи.
Фактографічне обслуговування — на відміну від документального воно передбачає задоволення інформаційних потреб споживача безпосередньо, тобто шляхом надання самих релевантних запиту відомостей (фактів, даних, цифр тощо). Ці відомості попередньо вилучаються інформаційним працівником з первинних документів, обробляються та надаються споживачу у вигляді вторинного документу (фактографічної довідки, списку тощо). До фактографічної інформації відносяться показники роботи підприємств, параметри виробів, дати, прізвища, географічні об'єкти, цифрові дані, аудіо-, фото- та відеозаписи подій, явищ тощо.
Концептографічне обслуговування є найсучаснішим та найскладнішим видом інформаційного обслуговування, який потребує високої кваліфікації інформаційного працівника. Його принципова відмінність від попередніх видів інформаційного обслуговування полягає в тому, що при документальному та фактографічному видах споживачу надаються документи та факти, вилучені з документного потоку в так званому «сирому» вигляді, при концептографічному усі відомості детально вивчаються, аналізуються. інтерпретуються, узагальнюються та оцінюються інформаційним працівником. В результаті такої інтерпретації формулюється так звана ситуативна інформація, нове вивідне знання, яка містить в собі оцінку розглянутих відомостей, тенденції та перспективи окремих наукових, технічних, економічних напрямів, рекомендації, висновки, прогнози, тобто створюється інформація, яка в явному виді не містилася в проаналізованих джерелах. Таким чином, при концептографічному обслуговуванні надаються не тільки відомості про документи та самі документи, але й певна додаткова інформація, привнесена інформаційним працівником в процесі їх інтерпретації. Синонімом концептографічного обслуговування може служити поняття «інформаційна аналітика».